# Aleksandr Domashev
Aleksandr Domashev (en ruso: Алекса́ндр Ива́нович До́машев; Andijan, RSS de Uzbekistán; 4 de noviembre de 1958 - 27 de marzo de 2024) fue un jugador de hockey sobre hierba soviético.

## Carrera
Su carrera como jugador fue de 1978 a 1995, en ese tiempo participó en dos ediciones de los Juegos Olímpicos, la primera de ellas como representante de la Unión Soviética en Seúl 1988 donde terminó en séptimo lugar, siendo la última aparición de Unión Soviética en Juegos Olímpicos.
Cuatro años después en Barcelona 1992 representó a la Comunidad de Estados Independientes, pero compitió con el nombre de Equipo Unificado, finalizando en décimo lugar.